# Helen Stephens

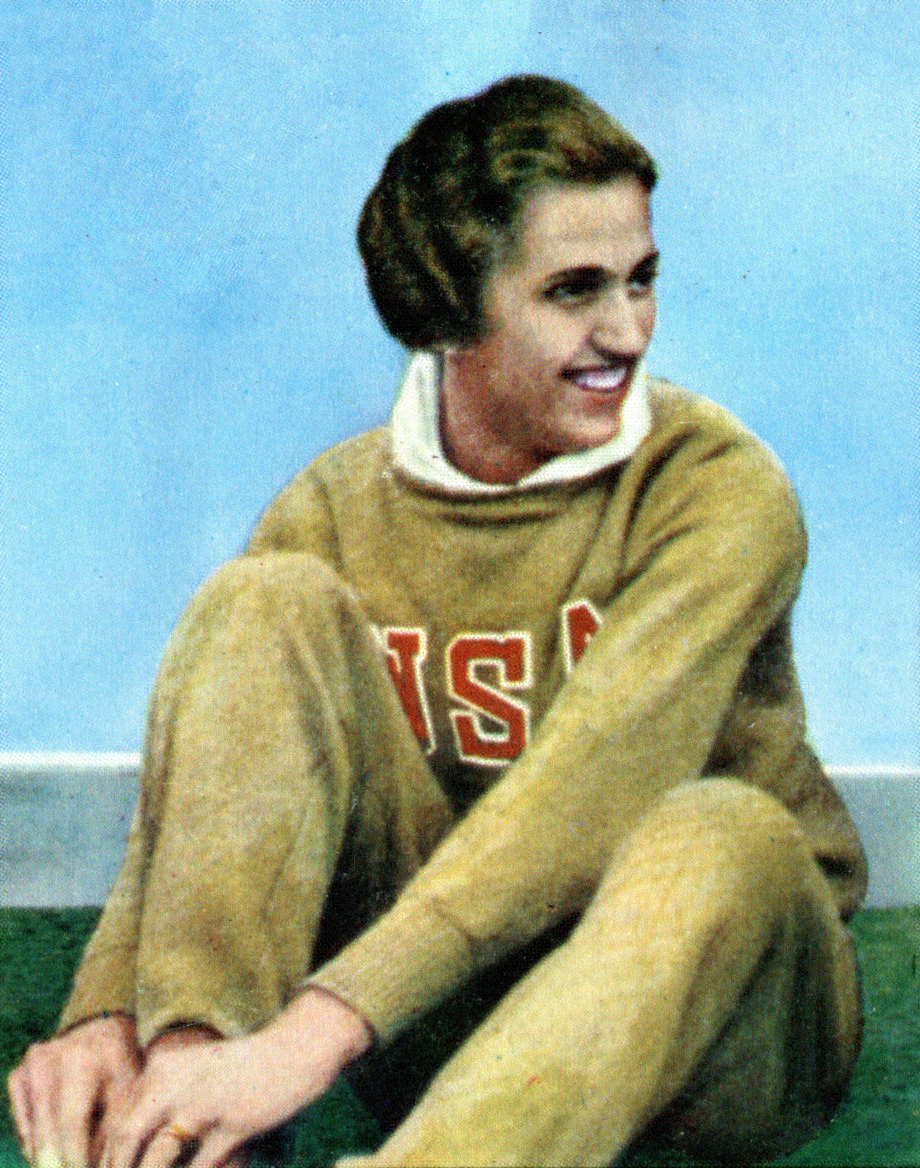
Helen Stephens 1936

Helen Herring Stephens (* 3. Februar 1918 in Fulton, Missouri; † 17. Januar 1994 in St. Louis, Missouri) war eine US-amerikanische Leichtathletin. Sie war eine erfolgreiche Kurzstreckenläuferin, gewann aber auch im Kugelstoßen und Diskuswurf nationale Meistertitel.

## Biografie
Im Alter von nur 18 Jahren gewann sie bei den Olympischen Spielen 1936 in Berlin den 100-Meter-Lauf vor der Titelverteidigerin Stanisława Walasiewicz. Ihre Zeit von 11,5 s lag unter dem Weltrekord, wurde aber wegen zu starken Rückenwindes nicht anerkannt. Stephens gewann fünf Tage später auch Gold mit der 4-mal-100-Meter-Staffel, nachdem die favorisierten Deutschen den Stab verloren hatten.
Nur ein Jahr später hörte Stephens mit der Leichtathletik auf und spielte einige Jahre professionell Baseball und Softball. Ebenfalls 1936 wurde sie mit der Sportler des Jahres-Auszeichnung von Associated Press geehrt. Von 1938 bis 1952 war sie Besitzerin und Managerin eines halbprofessionellen Basketball-Teams.
1936 behauptete ein polnischer Journalist, dass sowohl Stephens als auch ihre Konkurrentin Stanisława Walasiewicz in Wirklichkeit männlich seien. Das Olympische Komitee unterzog Stephens daraufhin einer Untersuchung und kam zu dem Schluss, dass sie eine Frau war. Nach dem Tod ihrer ehemaligen Konkurrentin wurde entdeckt, dass Walasiewicz auch männliche Geschlechtsorgane besaß.